# Kathedrale von Dakar

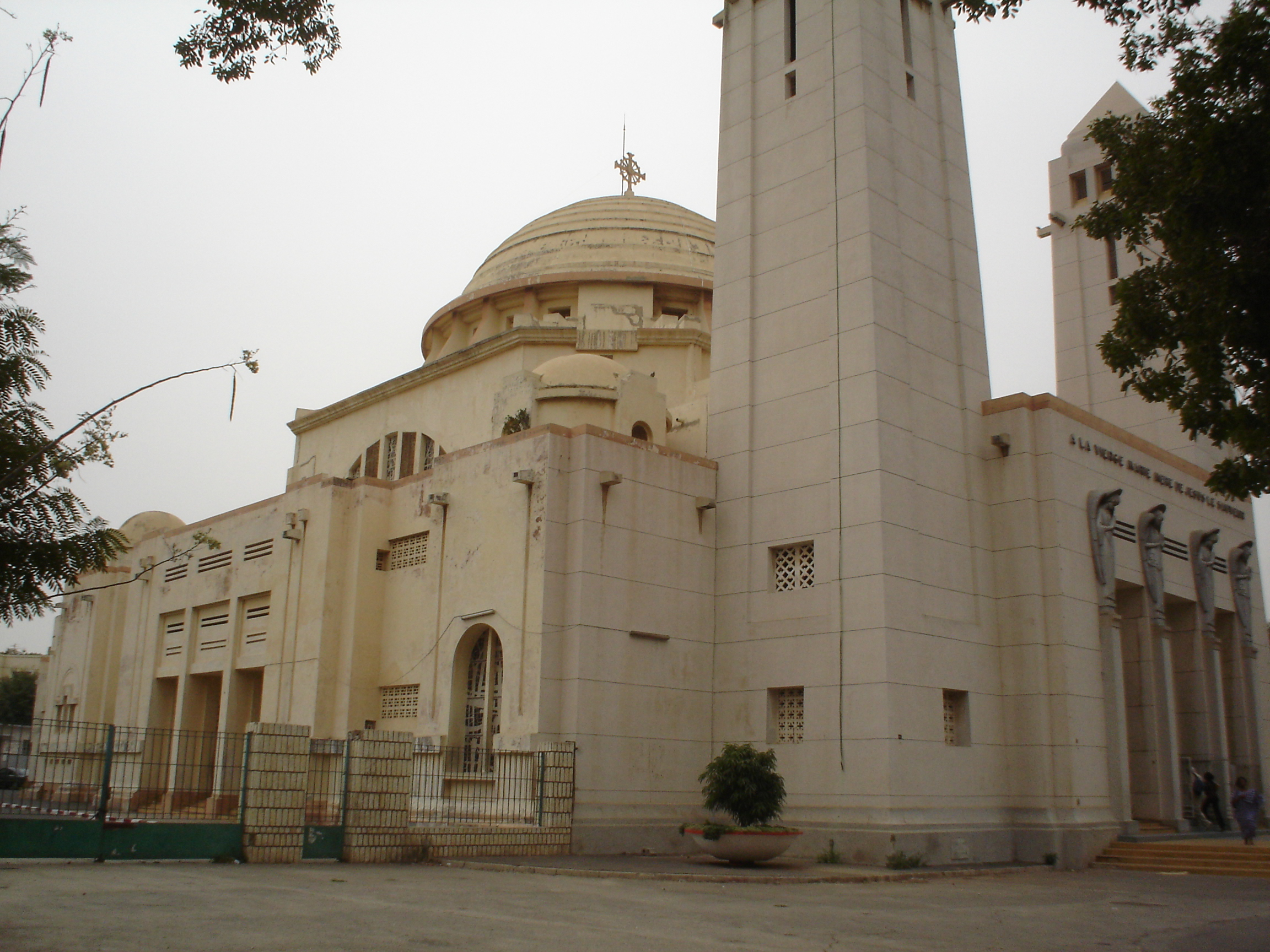
Kathedrale von Dakar

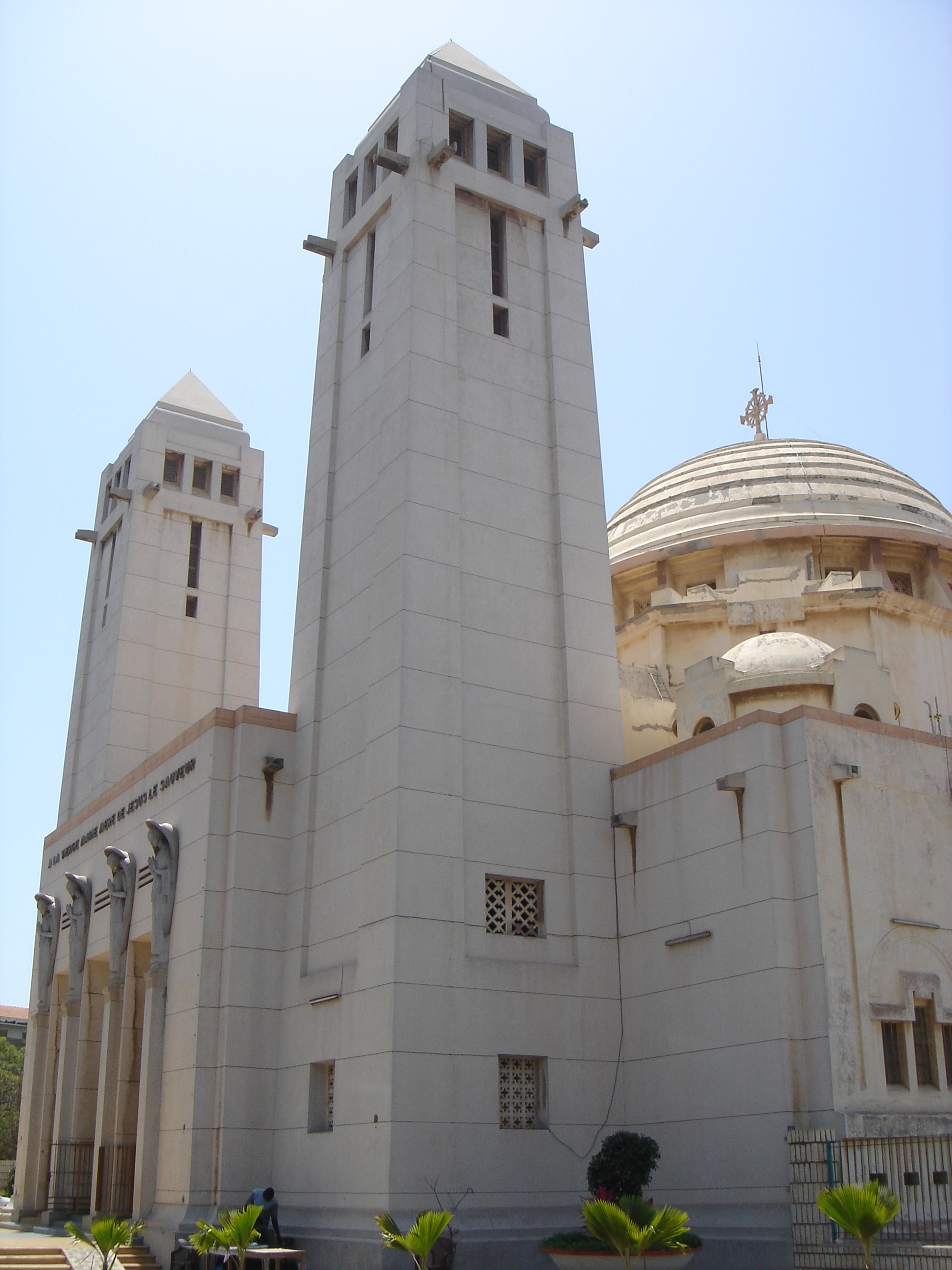
Turmfront von Nordwesten

Die Kathedrale von Dakar (französisch Notre-Dame des Victoires de Dakar oder Cathédrale du Souvenir Africain) ist die Bischofskirche des römisch-katholischen Erzbistums Dakar in der senegalesischen Hauptstadt Dakar. Sie wurde am 2. Februar 1936 durch den Erzbischof von Paris Kardinal Jean Verdier geweiht. Aus diesem Anlass hielt Henry Bordeaux als Vertreter der Académie française eine Festrede, die hauptsächlich den Missionaren und anderen Personen gewidmet war, die ihr Wirken in Afrika mit dem Leben bezahlt hatten und deren Erinnerung in der neuen Kathedrale gepflegt werden sollte.

## Beschreibung
Das am Boulevard de la République gelegene Gebäude misst ungefähr 70 m × 40 m und fasst 2000 Personen. Sie wurde 1929 – Senegal war damals noch französische Kolonie – in einer Mischung aus dem regionalen Baustil und orientalisch-byzantinischen Elementen erbaut. Zwei hohe minarettartige Türme gesellen sich zu einer zwanzig Meter durchmessenden Kuppel. Zu dem Gebäude gehört ein großer Garten und eine Grundschule.